# ناووسیه
ناووسیه یا «صارمیه» نام یکی از فرقه‌های امامیه از شیعه از دین اسلام است که پس از کشته‌شدن جعفر صادق به وجود آمد. رهبر این فرقه ناووس یا عجلان بن ناووس از اهالی بصره بود. عده‌ای او را عبدالله بن ناووس بصری نامیده‌اند و بعضی گفته‌اند که «ناووس» نام آن قریه‌ای است که پایه‌گذاران این فرقه اهل آنجا بوده‌اند و آن قریه نزدیک انبار در اطراف بغداد است. ناووسیه حاصل مبالغه و زیاده روی در اعتقاد به امامان شیعه است.
ناووسیه به معنای اصطلاحی غالی نبودند اما اعتقاد داشتند صادق از دنیا نرفته و در آخرالزمان به عنوان مهدی ظهور خواهد کرد.

## اصول
مذهب ناووسیه بر پنج اصل استوار بود:
- کتاب خدا (قرآن)
- سنت پیامبر خدا (محمد)
- تمام احادیث مرسل و ضعیف
- قول و فتوای صحابه پیامبر اسلام که موافق با کتاب باشد
- احادیث منتسب به جعفر صادق

## عقاید
این فرقه امامت را در اولاد علی بن ابی طالب تا جعفر صادق قبول داشت ولی منکر کشته شدن وی بود و علاوه بر این انکار، معتقد بودند که جعفر صادق، مهدی موعود و منجی آخرالزمان است.
ناووسیه عقیده داشتند که جعفر بن محمد نمرده بلکه از نظرها غایب شده و زنده و جاوید است و می‌گفتند که وی گفته‌است:
«اگر هر آینه کسی بر شما فراز آید و بگوید که مرا بیمار یافته و مرده مرا شسته و کفن کرده‌است باور نکنید، و بدانید که من سرور شما و دارنده شمشیر هستم» و به جهت کلمه «شمشیر» در حدیث فرقه ناووسیه در طول تاریخ و هم چنین کتب رجالی و کتاب‌های فرقه‌شناسی در اسلام به نام دیگر صارمیه نیز شناخته می‌شود.